# Saison 2012 des Padres de San Diego
La saison 2012 des Padres de San Diego est la 44e saison en Ligue majeure de baseball pour cette franchise.
Les Padres terminent quatrièmes sur cinq clubs dans la division Ouest de la Ligue nationale avec 76 victoires et 86 défaites, soit 5 gains de plus que la saison précédente. Chase Headley s'impose parmi les meilleurs de la ligue et domine la Nationale avec 115 points produits.

## Contexte
Après une surprenante course au championnat perdue aux Giants de San Francisco en fin de saison 2010, les Padres de San Diego ne sont pas dans la course aux éliminatoires en 2011. Ils glissent de la 2e à la dernière place sur 5 équipes dans la division Ouest de la Ligue nationale et terminent 2011 avec 71 victoires et 91 défaites. C'est 19 victoires de moins que la saison précédente et l'équipe rate les séries éliminatoires pour la 5e année consécutive. Après l'échange qui envoie à Boston leur meilleur frappeur, Adrian Gonzalez, San Diego est en 2011 l'équipe qui frappe le moins de coups sûrs et de coups de circuit et qui affiche la plus faible moyenne au bâton collective des clubs de la Ligue nationale. Pour les coups sûrs et la moyenne au bâton, seuls les Mariners de Seattle font moins bien qu'eux dans l'ensemble du baseball majeur. Enfin, ils sont 15e sur 16 clubs de la Nationale, et 28e sur 30 dans les majeures pour les points marqués. En revanche, les partisans des Padres assistent à l'émergence du talentueux Cameron Maybin, qui réussit 40 buts volés.

## Intersaison

### Arrivées

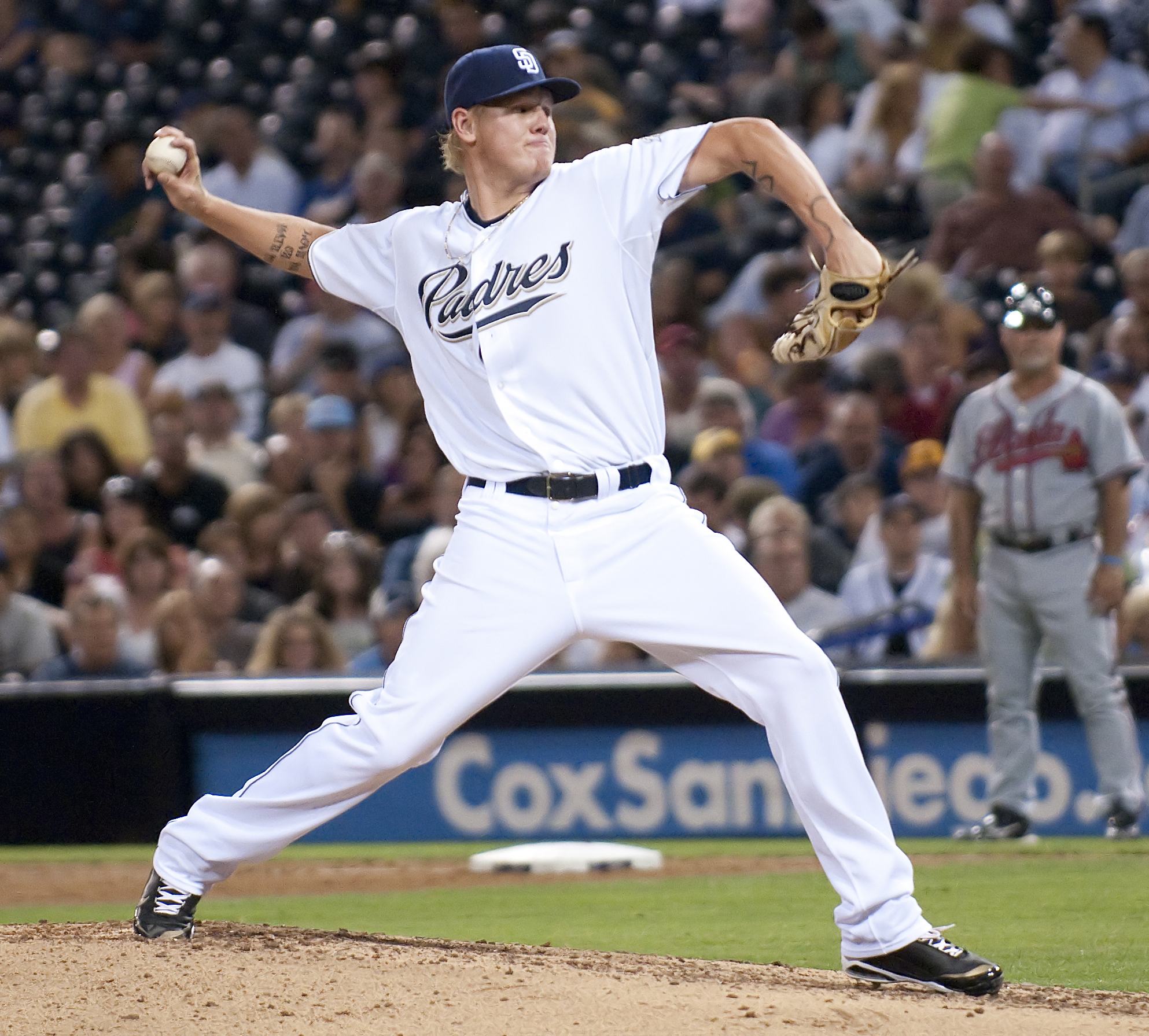
Les Padres échangent Mat Latos aux Reds de Cincinnati.

Le 16 novembre 2011, le voltigeur Mark Kotsay revient à San Diego après 9 ans d'absence lorsqu'il signe un contrat d'une saison avec les Padres.
Le 22 novembre, le lanceur gaucher Wade LeBlanc est échangé aux Marlins de Miami contre le receveur John Baker.
Le 30 novembre, l'agent libre Matt Palmer, un lanceur droitier jouant pour les Angels de Los Angeles depuis trois saisons, signe avec les Padres.
Le 7 décembre, San Diego fait l'acquisition du lanceur de relève Huston Street des Rockies du Colorado.
Le 16 décembre, les Padres transfèrent le voltigeur Aaron Cunningham aux Indians de Cleveland contre Cory Burns, un lanceur des ligues mineures.
Le 17 décembre, une transaction d'importance est conclue entre les Padres et les Reds de Cincinnati. San Diego échange le lanceur partant droitier Mat Latos aux Reds pour quatre joueurs : le lanceur droitier Edinson Volquez, le premier but et voltigeur Yonder Alonso, le lanceur droitier des ligues mineures Brad Boxberger et le receveur des mineures Yasmani Grandal.
Le 31 décembre, le voltigeur Carlos Quentin est obtenu des White Sox de Chicago en retour du lanceur droitier Simón Castro et du lanceur gaucher Pedro Hernández.
Le 6 janvier 2012, acquisition du releveur droitier Andrew Cashner et du voltigeur des ligues mineures Kyung-Min Na, obtenus des Cubs de Chicago en retour du joueur de premier but d'avenir Anthony Rizzo et du lanceur droitier des mineures Zach Cates.
Le lanceur droitier Micah Owings, après une saison chez les Diamondbacks de l'Arizona, est mis sous contrat le 2 février pour une année.
Le 8 février, le vétéran lanceur droitier Jeff Suppan signe un contrat des ligues mineures avec les Padres.

### Départs
Le 5 décembre, Heath Bell, deux fois élu releveur de l'année avec les Padres, signe un lucratif contrat de 27 millions pour 3 ans avec les Marlins de Miami.
Le lanceur droitier Aaron Harang, meneur des Padres avec 14 victoires en 2011, signe le 8 décembre avec les Dodgers de Los Angeles. Le lanceur droitier Chad Qualls, les releveurs droitiers Jeff Fulchino et Pat Neshek, le voltigeur et premier but Brad Hawpe, le receveur Kyle Phillips et le joueur d'utilité Eric Patterson quittent aussi San Diego via le marché des agents libres.

## Calendrier pré-saison
L'entraînement de printemps des Padres s'ouvre en février et le calendrier de matchs préparatoires précédant la saison s'étend du 4 mars au 4 avril 2012.

## Saison régulière
La saison régulière des Padres se déroule du 5 avril au 3 octobre 2012 et prévoit 162 parties. Elle débute à domicile par la visite des Dodgers de Los Angeles.

### Mai
- 17 mai : Les Padres libèrent de son contrat le joueur de deuxième but Orlando Hudson[26].

### Juillet
- 14 juillet : Everth Cabrera réussit le vol du marbre en neuvième manche d'un match remporté 6-5 par les Padres sur les Dodgers de Los Angeles[27].
- 19 juillet : Dans une victoire de 1-0 des Padres sur les Astros de Houston à San Diego, Edinson Volquez lance un match complet d'un seul coup sûr, n'accordant qu'un simple à l'avant-champ à Matt Downs en quatrième manche[28].
- 22 juillet : Carlos Quentin accepte une prolongation de contrat de 3 ans avec les Padres[29].

### Août
- 2 août : Eddy Rodríguez, des Padres, frappe un coup de circuit à son premier passage au bâton dans les Ligues majeures[30].

### Septembre
- 4 septembre : Nommé joueur par excellence du mois d'août dans la Ligue nationale, Chase Headley est le premier joueur des Padres à recevoir cet honneur depuis Tony Gwynn en mai 1997[31].

### Classement
| Ligue nationale (Division Ouest) | V  | D  | %    | Diff. |
| -------------------------------- | -- | -- | ---- | ----- |
| Giants de San Francisco          | 94 | 68 | ,580 | -     |
| Dodgers de Los Angeles           | 86 | 76 | ,531 | 8     |
| Diamondbacks de l'Arizona        | 81 | 81 | ,500 | 13    |
| Padres de San Diego              | 76 | 86 | ,469 | 18    |
| Rockies du Colorado              | 64 | 98 | ,395 | 30    |

## Affiliations en ligues mineures
| Niveau            | Équipe                | Ligue                         |
| ----------------- | --------------------- | ----------------------------- |
| AAA               | Padres de Tucson      | Ligue de la côte du Pacifique |
| AA                | San Antonio Missions  | Texas League                  |
| A-Advanced        | Lake Elsinore Storm   | California League             |
| A                 | Fort Wayne TinCaps    | Midwest League                |
| A (saison courte) | Eugene Emeralds       | Northwest League              |
| Ligue des recrues | Arizona League Padres | Arizona League                |
| Ligue des recrues | DSL Padres            | Dominican Summer League       |